# Lista de prefeitos do Crato (Ceará)
Esta é a lista de prefeitos do município de Crato, estado brasileiro do Ceará.
| N  | Nome                                | Imagem                | Partido                                                                          | Início do Mandato       | Fim do Mandato                          | Observações                                                                       |
| -- | ----------------------------------- | --------------------- | -------------------------------------------------------------------------------- | ----------------------- | --------------------------------------- | --------------------------------------------------------------------------------- |
| 1  | José Belém de Figueiredo            |                       | PRC                                                                              | 1° de fevereiro de 1890 | 12 de julho de 1904                     | Intendente nomeado pelo Governador do Estado Luís Antônio Ferraz                  |
| 2  | Antônio Luís Alves Pequeno          |                       | Partido Republicano Federal PRF                                                  | 13 de julho de 1904     | 24 de janeiro de 1912                   | Intendente nomeado pelo Governador do Estado Antônio Nogueira Acioly              |
| 3  | Francisco José de Brito             |                       | Partido Progressista PP                                                          | 25 de janeiro de 1912   | 24 de junho de 1914                     | Intendente nomeado pelo Governador do Estado Franco Rabelo                        |
| 4  | Theodorico Fernandes Teles          |                       | UCR                                                                              | 25 de junho de 1914     | 31 de janeiro de 1919                   | Intendente eleito pela Câmara de Vereadores                                       |
| 5  | Miguel Limaverde                    |                       | PDC                                                                              | 1° de fevereiro de 1919 | 31 de janeiro de 1922                   | Intendente eleito pela Câmara de Vereadores                                       |
| 6  | Joaquim Pinheiro Bezerra de Menezes |                       | PDC                                                                              | 1° de fevereiro de 1922 | 31 de janeiro de 1926                   | Intendente eleito pela Câmara de Vereadores                                       |
| 7  | Joaquim Fernandes Teles             |                       | UCR                                                                              | 1° de fevereiro de 1926 | 8 de outubro de 1930                    | Intendente eleito pela Câmara de Vereadores                                       |
| 8  | Antônio de Alencar Araripe          |                       | UCR                                                                              | 9 de outubro de 1930    | 10 de maio de 1935                      | Prefeito nomeado pelo Governador do Estado Manuel Fernandes Távora                |
| 9  | Antônio Luís Alves Pequeno          |                       | Partido Social Democrata PSD                                                     | 11 de maio de 1935      | 10 de novembro de 1937                  | Prefeito nomeado pelo Governador do Estado Franklin Monteiro Gondim               |
| 10 | Alexandre Arraes                    |                       | PST                                                                              | 11 de novembro de 1937  | 4 de setembro de 1943                   | Prefeito nomeado pelo Governador do Estado Francisco Pimentel                     |
| 11 | Wilson Gonçalves                    |                       | Partido Social Democrático PSD                                                   | 5 de setembro de 1943   | 28 de outubro de 1945                   | Prefeito nomeado pelo Governador do Estado Francisco Pimentel                     |
| 12 | José Theunas Soares                 |                       | Partido Social Democrático PSD                                                   | 29 de outubro de 1945   | 3 de fevereiro de 1947                  | Prefeito nomeado pelo Governador do Estado Beni Carvalho                          |
| 13 | Álvaro Peixoto de Alencar           |                       | União Democrática Nacional UDN                                                   | 4 de fevereiro de 1947  | 30 de janeiro de 1948                   | Prefeito nomeado pelo Governador do Estado José Feliciano Ataíde                  |
| 14 | Filemon Fernandes Teles             |                       | União Democrática Nacional UDN                                                   | 31 de janeiro de 1948   | 27 de maio de 1950                      | Prefeito eleito em sufrágio universal, renunciou para assumir mandato de Deputado |
| 15 | Ana Pinheiro Esmeraldo              |                       | União Democrática Nacional UDN                                                   | 28 de maio de 1950      | 15 de outubro de 1950                   | Secretária Municipal como Prefeita interina                                       |
| 16 | Aldegundes Gomes de Matos           |                       | Partido Social Democrático PSD                                                   | 16 de outubro de 1950   | 30 de janeiro de 1951                   | Prefeito nomeado pelo Governador do Estado Faustino Albuquerque                   |
| 17 | Décio Teles Cartaxo                 |                       | União Democrática Nacional UDN                                                   | 31 de janeiro de 1951   | 1° de março de 1955                     | Prefeito eleito em sufrágio universal                                             |
| 18 | Ossian Araripe                      |                       | União Democrática Nacional UDN                                                   | 2 de março de 1955      | 30 de janeiro de 1959                   | Prefeito eleito em sufrágio universal                                             |
| 19 | José Horácio Pequeno                |                       | União Democrática Nacional UDN                                                   | 31 de janeiro de 1959   | 30 de janeiro de 1962                   | Prefeito eleito em sufrágio universal                                             |
| 20 | Pedro Felício Cavalcanti            |                       | Partido Social Democrático PSD                                                   | 31 de janeiro de 1963   | 30 de janeiro de 1967                   | Prefeito eleito em sufrágio universal                                             |
| 21 | Humberto Macário de Brito           |                       | Aliança Renovadora Nacional ARENA                                                | 31 de janeiro de 1967   | 30 de janeiro de 1970                   | Prefeito eleito em sufrágio universal                                             |
| 22 | José Miguel Soares                  |                       | Aliança Renovadora Nacional ARENA                                                | 31 de janeiro de 1970   | 30 de janeiro de 1973                   | Prefeito eleito em sufrágio universal                                             |
| 23 | Pedro Felício Cavalcanti            |                       | Aliança Renovadora Nacional ARENA                                                | 31 de janeiro de 1973   | 31 de janeiro de 1977                   | Prefeito eleito em sufrágio universal                                             |
| 24 | Ariovaldo Carvalho                  |                       | Aliança Renovadora Nacional ARENA/Partido Democrático Social PDS                 | 1° de fevereiro de 1977 | 31 de janeiro de 1983                   | Prefeito eleito em sufrágio universal                                             |
| 25 | Francisco Walter Peixoto            |                       | Partido Democrático Social PDS                                                   | 1° de fevereiro de 1983 | 31 de janeiro de 1988                   | Prefeito eleito em sufrágio universal                                             |
| 26 | José Aldegundes Gomes de Matos      |                       | Partido do Movimento Democrático Brasileiro PMDB                                 | 1° de janeiro de 1989   | 31 de dezembro de 1992                  | Prefeito eleito em sufrágio universal                                             |
| 27 | Antônio Primo de Brito              |                       | Partido da Social Democracia Brasileira PSDB                                     | 1° de janeiro de 1993   | 31 de dezembro de 1996                  | Prefeito eleito em sufrágio universal                                             |
| 28 | Raimundo Coelho Bezerra de Farias   |                       | Partido do Movimento Democrático Brasileiro PMDB                                 | 1° de janeiro de 1997   | 15 de outubro de 1998                   | Prefeito eleito em sufrágio universal, faleceu no cargo                           |
| 29 | Moacir Siqueira                     |                       | Partido da Social Democracia Brasileira PSDB                                     | 15 de outubro de 1998   | 31 de dezembro de 2000                  | Vice-Prefeito eleito no cargo de titular                                          |
| 30 | Francisco Walter Peixoto            |                       | Partido Progressista Brasileiro PPB                                              | 1° de janeiro de 2001   | 31 de dezembro de 2004                  | Prefeito eleito em sufrágio universal                                             |
| 31 | Samuel Araripe                      |                       | Partido da Social Democracia Brasileira PSDB                                     | 1° de janeiro de 2005   | 31 de dezembro de 2008                  | Prefeito eleito em sufrágio universal                                             |
| 31 | Samuel Araripe                      | 1° de janeiro de 2009 | Partido da Social Democracia Brasileira PSDB                                     | 31 de dezembro de 2012  | Prefeito reeleito em sufrágio universal |                                                                                   |
| 32 | Ronaldo Gomes de Matos              |                       | Partido do Movimento Democrático Brasileiro PMDB                                 | 1° de janeiro de 2013   | 31 de dezembro de 2016                  | Prefeito eleito em sufrágio universal                                             |
| 33 | José Ailton Brasil                  |                       | Partido Progressista PP (2017-2020) Partido dos Trabalhadores PT (2021-presente) | 1° de janeiro de 2017   | 31 de dezembro de 2020                  | Prefeito eleito em sufrágio universal                                             |
| 33 | José Ailton Brasil                  | 1° de janeiro de 2021 | Partido Progressista PP (2017-2020) Partido dos Trabalhadores PT (2021-presente) | 31 de dezembro de 2024  | Prefeito reeleito em sufrágio universal |                                                                                   |
| 34 | André Barreto                       |                       | Partido dos Trabalhadores PT                                                     | 1º de janeiro de 2025   | atualidade                              | Prefeito eleito em sufrágio universal                                             |